# Vlade Đurović
Vlade Đurović (Beograd, 16. svibnja 1948.) je bivši srbijanski košarkaš i danas košarkaški trener. Trener je novosadskog košarkaškog kluba Vojvodina. 

## Karijera
Karijeru je započeo kao košarkaš OKK Beograda, gdje je igrao od 1964. do 1973. godine. Po završetku igračke karijere ostao je u OKK Beogradu, a ondje je završio i trenersku školu. Radio je u mlađim kategorijama kluba, a 1978. na savjet Bogdana Tanjevića odlazi u tuzlansku Slobodu Ditu. 
S hrvatskom Šibenkom i KK Zadrom stigao je do naslova prvaka Jugoslavije, a sa Šibenkom je još 1984. igrao u finalu Kupu Radivoja Koraća. U sezoni 2002./01. je kao pomoćnik trenera ASVEL-a osvojio naslov prvaka Francuske. S grčkim Panioniosom, ciparskim Achilleasom i belgijskim Ooestendeom osvojio je njihove nacionalne kupove.

## Zanimljivosti
Sa Šibenkom je osvojio naslov prvaka Jugoslavije, ali bili su prvaci samo šesnaest sati, jer je Upravni odbor Košarkaškog saveza Jugoslavije, na hitno sjednici donio odluku da se utakmica poništi, pošto je, navodno, sudac Matijević teško oštetio KK Bosnu. Cijeli grad je stao iza kluba, koji nije želio da igra utakmicu na neutralnom terenu, pa je u povijesti ostalo zabilježeno da je Đurović bio jedini trener koji je titulu prvaka zadržao samo šesnaest sati.

## Vanjske poveznice
- Profil na NLB.com